# Université préfectorale de Fukui
 (juin 2025).
Si vous disposez d'ouvrages ou d'articles de référence ou si vous connaissez des sites web de qualité traitant du thème abordé ici, merci de compléter l'article en donnant les références utiles à sa vérifiabilité et en les liant à la section « Notes et références ».
L'université préfectorale de Fukui (福井県立大学, Fukui Kenritsu Daigaku) est une université publique fondée en 1992 et située dans la ville d'Eiheiji du district de Yoshida, dans la préfecture de Fukui au Japon.  

## Source
- (en) Cet article est partiellement ou en totalité issu de l’article de Wikipédia en anglais intitulé « Fukui Prefectural University » (voir la liste des auteurs).